# Vaughn Armstrong
Vaughn Dale Armstrong (Sonora (Californië), 7 juli 1950) is een Amerikaans acteur die vooral bekend is geworden vanwege meerdere rollen in de serie Star Trek. 

## Rollen in de verschillende Star Trekseries

#### AlsKlingon
- overste Korris (Star Trek: The Next Generation in de aflevering Heart of Glory)
- Korath (Star Trek: Voyager in de aflevering Endgame
- Klaax (Star Trek: Enterprise in de aflevering Sleeping Dogs)

#### Als Cardassiaan
- Gul Danar (Star Trek: Deep Space Nine in de aflevering Past Prologue)
- Seskal (Star Trek: Deep Space Nine in de afleveringen When It Rains... en The Dogs of War)

#### Als Romulaan
- Telek R'Mor (Star Trek: Voyager in de aflevering Eye of the Needle)

#### Als Borg
- Lansor/Two of Nine (Star Trek: Voyager in de aflevering Survival Instinct)

#### Als Vidiiaan
- Vidiiaanse Kapitein (Star Trek: Voyager in de aflevering Fury)

#### AlsMens
- Als Admiraal Maxwell Forrest (terugkerende rol bij Star Trek: Enterprise)
- Kapitein Maximilian Forrest (Star Trek: Enterprise in de aflevering In a Mirror, Darkly)

#### Als Hirogen
- Hirogen-Alfa (Star Trek: Voyager in de aflevering Flesh and Blood)

#### Als Kreetassaan
- Kreetassaanse Kapitein (Star Trek: Enterprise in de afleveringen Vox Sola en A Night in Sickbay)

Van bovenstaande rollen is de rol van admiraal Maxwell Forrest het bekendst geworden. Deze rol heeft hij vanaf de pilotaflevering van Star Trek: Enterprise gespeeld, tot in seizoen vier, toen zijn personage omkwam (in de aflevering The Forge). Het personage Maximillian Forrest is gebaseerd op Maxwell Forrest, daar het dezelfde persoon met een ander karakter is in het spiegeluniversum.

## Ander (acteer)werk
Andere series waar Armstrong rollen in heeft gespeeld zijn onder meer Babylon 5, Seinfeld en Quantum Leap. Verder heeft hij in de film The Philadelphia Experiment, gebaseerd op het Philadelphia-experiment gespeeld. Verder speelt Armstrong in een band, genaamd The Enterprise Blues Band.